# یوکا الیپوللی
یوکا الیپوللی (انگلیسی: Jukka Ylipulli؛ زادهٔ ۶ فوریهٔ ۱۹۶۳) از برندگان مدال‌های بازی‌های المپیک زمستانی و اهل فنلاند است.